# Qatar ExxonMobil Open 2017 - Qualificazioni singolare
Le qualificazioni del singolare maschile del Qatar ExxonMobil Open 2017 sono state un torneo di tennis preliminare per accedere alla fase finale della manifestazione. I vincitori dell'ultimo turno sono entrati di diritto nel tabellone principale. In caso di ritiro di uno o più giocatori aventi diritto a questi sono subentrati i lucky loser, ossia i giocatori che hanno perso nell'ultimo turno ma che avevano una classifica più alta rispetto agli altri partecipanti che avevano comunque perso nel turno finale.

## Teste di serie
1. Nikoloz Basilašvili (ultimo turno)
2. Radek Štěpánek (qualificato)
3. Marco Chiudinelli (primo turno)
4. Thomas Fabbiano (primo turno)

1. Evgeny Donskoy (primo turno)
2. Tarō Daniel (primo turno)
3. Alessandro Giannessi (qualificato)
4. Vasek Pospisil (qualificato)

## Qualificati
1. Vasek Pospisil
2. Radek Štěpánek

1. Alessandro Giannessi
2. Mohamed Safwat

## Tabellone

### Legenda
| - Q = Qualificato - WC = Wild card - LL = Lucky loser | - ALT = Alternate - SE = Special Exempt - PR = Protected Ranking | - w/o = Walkover - r = Ritirato - d = Squalificato |

### Sezione 1
|  | Primo turno | Primo turno         | Primo turno         | Primo turno | Primo turno |  |  | Ultimo turno | Ultimo turno        | Ultimo turno        | Ultimo turno | Ultimo turno |  |
|  |             |                     |                     |             |             |  |  |              |                     |                     |              |              |  |
|  | 1           | Nikoloz Basilašvili | Nikoloz Basilašvili | 6           | 7           |  |  |              |                     |                     |              |              |  |
|  |             | Luca Vanni          | Luca Vanni          | 1           | 5           |  |  | 1            | Nikoloz Basilašvili | Nikoloz Basilašvili | 2            | 1            |  |
|  | WC          | Jabor Al-Mutawa     | Jabor Al-Mutawa     | 2           | 2           |  |  | 8            | Vasek Pospisil      | Vasek Pospisil      | 6            | 6            |  |
|  | 8           | Vasek Pospisil      | Vasek Pospisil      | 6           | 6           |  |  |              |                     |                     |              |              |  |

### Sezione 2
|  | Primo turno | Primo turno         | Primo turno         | Primo turno | Primo turno |  |  | Ultimo turno | Ultimo turno        | Ultimo turno        | Ultimo turno | Ultimo turno |  |
|  |             |                     |                     |             |             |  |  |              |                     |                     |              |              |  |
|  | 2           | Radek Štěpánek      | 5                   | 7           | 6           |  |  |              |                     |                     |              |              |  |
|  |             | Lorenzo Giustino    | 7                   | 5           | 4           |  |  | 2            | Radek Štěpánek      | Radek Štěpánek      | 6            | 6            |  |
|  |             | Enrique López-Pérez | Enrique López-Pérez | 6           | 6           |  |  |              | Enrique López-Pérez | Enrique López-Pérez | 1            | 4            |  |
|  | 5           | Evgeny Donskoy      | Evgeny Donskoy      | 4           | 4           |  |  |              |                     |                     |              |              |  |

### Sezione 3
|  | Primo turno | Primo turno          | Primo turno          | Primo turno | Primo turno |  |  | Ultimo turno | Ultimo turno         | Ultimo turno         | Ultimo turno | Ultimo turno |  |
|  |             |                      |                      |             |             |  |  |              |                      |                      |              |              |  |
|  | 3           | Marco Chiudinelli    | 4                    | 6           | 1           |  |  |              |                      |                      |              |              |  |
|  |             | Mirza Bašić          | 6                    | 0           | 6           |  |  |              | Mirza Bašić          | Mirza Bašić          | 4            | 2            |  |
|  | WC          | Mousa Shanan Zayed   | Mousa Shanan Zayed   | 2           | 1           |  |  | 7            | Alessandro Giannessi | Alessandro Giannessi | 6            | 6            |  |
|  | 7           | Alessandro Giannessi | Alessandro Giannessi | 6           | 6           |  |  |              |                      |                      |              |              |  |

### Sezione 4
|  | Primo turno | Primo turno     | Primo turno    | Primo turno | Primo turno |  |  | Ultimo turno   | Ultimo turno   | Ultimo turno | Ultimo turno | Ultimo turno |  |
|  |             |                 |                |             |             |  |  |                |                |              |              |              |  |
|  | 4           | Thomas Fabbiano | 7              | 3           | 1           |  |  |                |                |              |              |              |  |
|  |             | Vincent Millot  | 63             | 6           | 6           |  |  | Vincent Millot | Vincent Millot | 3            | 6            | 2            |  |
|  |             | Mohamed Safwat  | Mohamed Safwat | 7           | 6           |  |  | Mohamed Safwat | Mohamed Safwat | 6            | 0            | 6            |  |
|  | 6           | Tarō Daniel     | Tarō Daniel    | 6(1)        | 2           |  |  |                |                |              |              |              |  |